# Wilhelm Sante

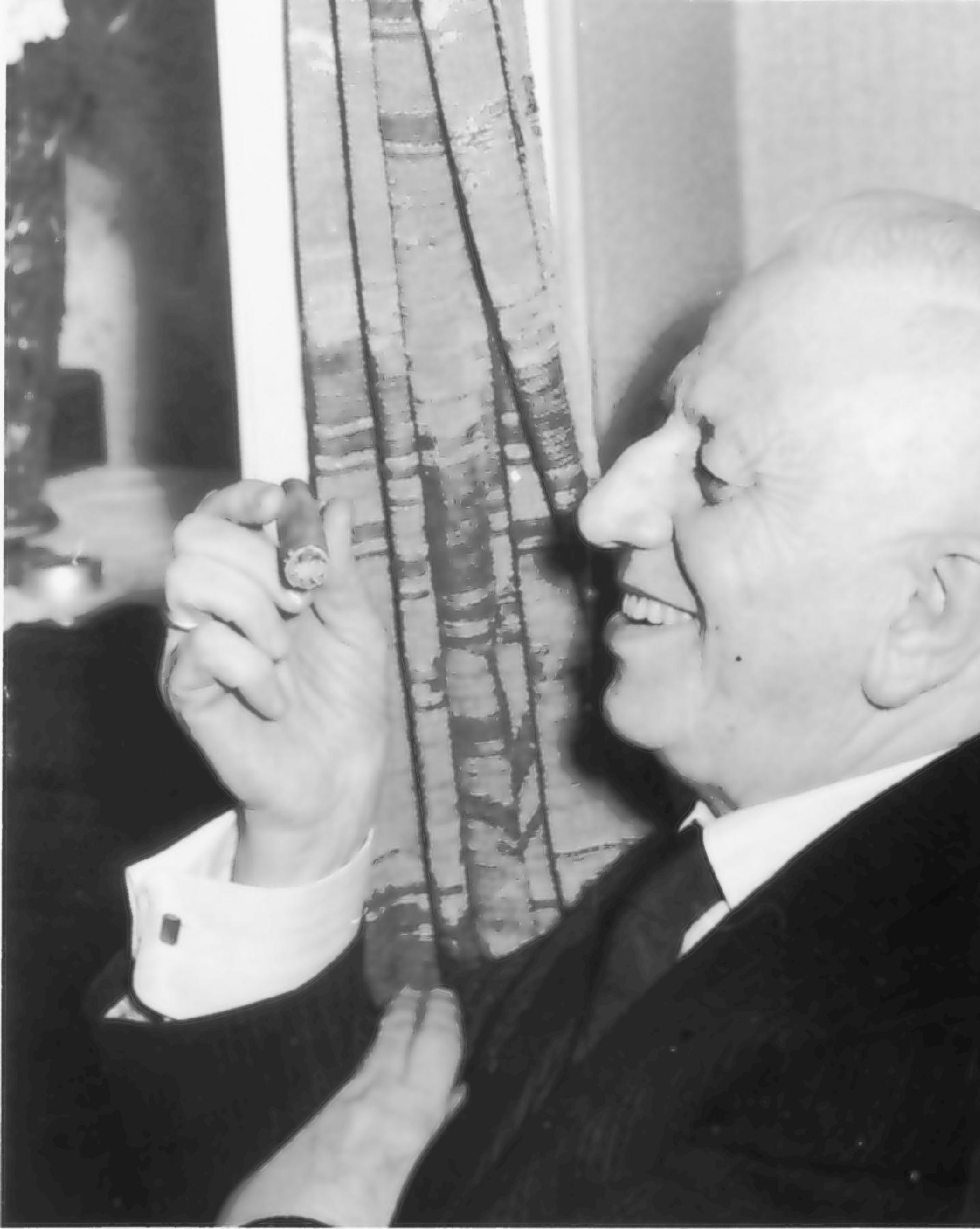
Wilhelm Sante

Wilhelm Sante (* 21. Januar 1886 in Goslar; † 19. Mai 1961 in Oldenburg) war ein deutscher Politiker (Zentrumspartei, CDU), Ministerial-Oberinspektor und Senator in Oldenburg.

## Leben
Wilhelm Sante war der Sohn des Küfermeisters und späteren Reichsbahnbeamten Adolf Sante und dessen Frau Auguste Hense. Er wuchs bei seinen Eltern in Goslar auf und besuchte die dortige katholische Bürgerschule. Anschließend absolvierte er bei der Stadtverwaltung eine Bürolehre, bevor er in Mönchengladbach, dem Sitz des Volksvereins für das katholische Deutschland, eine Fortbildungsschule besuchte.
Als Gewerkschaftssekretär des Katholischen Arbeitervereins und Landessekretär des Katholischen Volksvereins kam Wilhelm Sante 1912 nach Oldenburg. In diesem Jahr trat er auch der Allgemeinen Ortskrankenkasse bei, in der er bereits 1914 in den Vorstand gewählt wurde.
Als Abgeordneter der Zentrumspartei gehörte er 1919 erst der verfassunggebenden Landesversammlung und dann bis 1933 ununterbrochen dem Oldenburgischen Landtag an. Er war erst Ministerialinspektor, dann -oberinspektor im oldenburgischen Staatsministerium, bis er 1933 aus politischen Gründen von den Nationalsozialisten aus dem Landtag ausgeschlossen wurde. Zeitweise wurde er außerdem inhaftiert.
Bereits 1923 war er Mitbegründer der Oldenburger Begräbnisunterstützungskasse, die er ab 1933 selbstständig führte und kurz vor seinem Tod an die Öffentliche Versicherungen Oldenburg überleitete.
Nach dem Ende des Nationalsozialismus war Wilhelm Sante 1946 Mitgründer der CDU im Oldenburger Land. Bereits an der ersten Sitzung vom 11. März 1946 zur Gründung eines CDU-Landesverbandes nahm er teil und war am 25. September 1946 als Mitglied des Landesausschusses einer der Unterzeichner der ersten Landessatzung. Von 1948 bis 1961 war er Ratsherr und Senator im Verwaltungsausschuss der Stadt Oldenburg. In der CDU bekleidete er die Position des Fraktionssprechers. Von 1960 bis 1961 war Wilhelm Sante Kreisvorsitzender, anschließend Ehrenkreisvorsitzender der CDU. Er galt als die „graue Eminenz“ der CDU der Stadt Oldenburg.
Eine Rückkehr in den Staatsdienst hatte Sante abgelehnt, da Beamte sich unter der alliierten Besatzung nicht politisch betätigen durften.
In den Jahren nach dem Zweiten Weltkrieg setzte sich Wilhelm Sante besonders für Wohnungssuchende ein. Des Weiteren war er einer der maßgeblichen Initiatoren der auf lokaler Ebene entstehenden Sozialausschüsse der Christlich-Demokratischen Arbeitnehmerschaft, die sich als überkonfessionelle Arbeitsgemeinschaft christlicher Arbeitnehmer innerhalb der CDU bildeten.
1955 erhielt Wilhelm Sante für seine Verdienste um die soziale Krankenversicherung das Bundesverdienstkreuz.

## Familie
Sante war in erster Ehe mit Maria geb. Effner (1888–1935) verheiratet; zusammen hatten sie vier Kinder (Wilhelm [1913–gefallen 1945], Maria [1915–1999], Günther [1920–1993] und Ursula Rehling [geb Sante 1925]). 1938 heiratete Wilhelm Sante in zweiter Ehe Maria Gesine Nye verw. Wüst (1896–1955).
Sein Sohn Günther, oldenburgischer Stadtrat und Mitglied des Niedersächsischen Landtags, und sein Urenkel Nils Janßen (Mutter: Martina Maria Katharin Janßen geb. Rehling), Mitglied der Jungen Union Bremen, traten in seine politischen Fußstapfen.